# Joachim von Moltke

Joachim von Moltke

Joachim von Moltke (* 18. November 1891 in Stuttgart; † 20. Oktober 1956 in Unterschondorf) war ein NSDAP-Funktionär und Mitglied des Reichstags.

## Leben
Moltke studierte nach dem Besuch der Volksschule und dem humanistischen Gymnasium Nationalökonomie an der TH München und in Weihenstephan. Ab 1914 nahm er als Soldat am Ersten Weltkrieg teil, zuletzt im Rang eines Oberleutnants der Reserve. Nach Kriegsende war er bei Siemens und Halske im kaufmännischen Bereich angestellt. 
Er gehörte dem Bund Jung-Bayern an und trat im Mai 1921 der NSDAP bei (Mitgliedsnummer 3.438). Als Kompanieführer nahm er am 9. November 1923 am Hitlerputsch in München teil. Zum 1. Oktober 1929 schloss er sich wieder der neu gegründeten NSDAP an (Mitgliedsnummer 153.701). Er wurde 1930 Gemeinderat in Unterschondorf und amtierte dort geschäftsführend von März bis Mai 1933 als erster Bürgermeister. Für die NSDAP wurde er 1932 zunächst stellvertretender Kreisleiter des Kreises Landsberg am Lech und danach von Oktober 1933 an dort langjährig ehrenamtlicher Kreisleiter bis Ende Januar 1945. Aufgrund der Vielzahl seiner Funktionen wurde er von Gauleiter Paul Giesler vom Kreisleiteramt abberufen. Seit 1935 war er zudem Gaurichter. Von 1940 bis 1942 war er stellvertretender Gauleiter im Gau München-Oberbayern. Während des Zweiten Weltkriegs rückte Moltke für den verstorbenen Abgeordneten Ludwig Siebert am 28. November 1942 in den – zu dieser Zeit bereits bedeutungslos gewordenen – deutschen nationalsozialistischen Reichstag als Abgeordneter für den Wahlkreis Oberbayern-Schwaben nach. 
Joachim von Moltke ist nicht zu verwechseln mit dem 1909 geborenen Joachim Wolfgang Graf von Moltke, einem jüngeren Bruder des Widerstandskämpfers Helmuth James von Moltke.

## Ehrungen
- Blutorden